# Sonochimie
Sonochimia este ramura chimiei care se ocupă cu studiul efectelor pe care îl au ultrasunetele asupra desfășurării reacțiilor chimice. La lichide, efectele sonochimice au ca rezultat fenomenul de cavitație acustică, ceea ce duce la o creștere a activității chimice în soluție.